# Valentinas Mazuronis

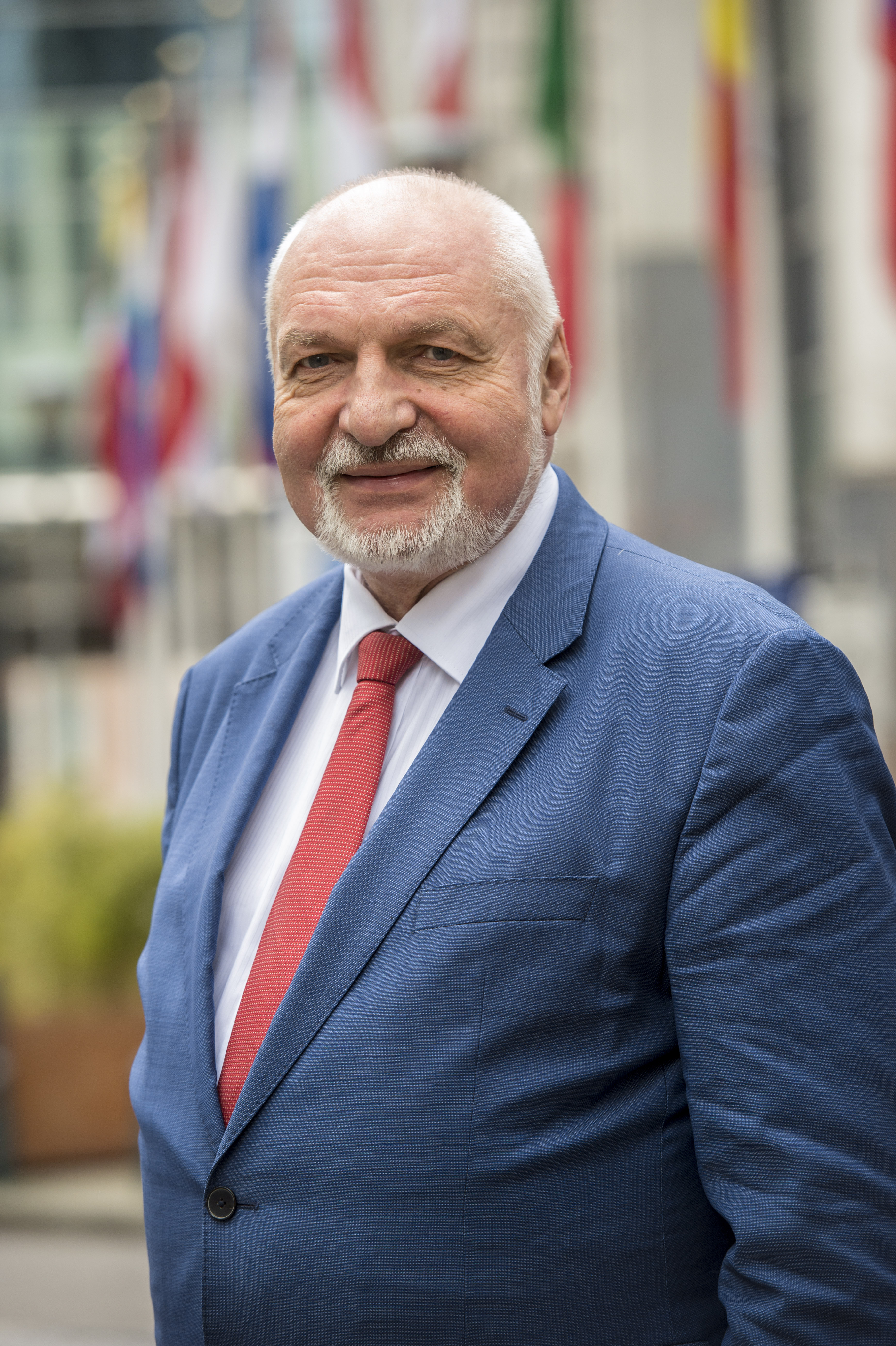
Valentinas Mazuronis, 2018

Valentinas Mazuronis (*  18. November 1953 in Molėtai) ist ein litauischer Architekt und Politiker, Parteivorsitzende von Darbo partija (leiboristai), Mitglied im Europaparlament, von 2004 bis 2014 Mitglied des Seimas und Umweltminister (2012–2014).

## Leben
Nach dem Abitur von 1960 bis 1971 an der 1. Mittelschule Utena absolvierte er von 1971 bis 1976 das Diplomstudium der Architektur an der Vilniaus valstybinis dailės institutas. Von 1976 bis 1977 leistete er den Pflichtdienst in der Sowjetarmee. Ab 1979 war er Architekt von „Komprojekt“ in Šiauliai. 1991 gründete er eigenes Unternehmen (Projektbüro), ab  1994 leitete UAB „Dailės studija“ als Direktor.
Ab 1993 war Mitglied von Lietuvos liberalų sąjunga,  ab 2006 von Tvarka ir teisingumas. 2015 wechselte er zur Darbo partija.
Von 1990 bis 2003  war er Mitglied im Rat der Stadtgemeinde Šiauliai. Von 2004 bis 2014 war er Mitglied des Seimas. Von 2012 bis 2014 war er Umweltminister Litauens. 2014 wurde er zum Europaparlament ausgewählt.
Sein Sohn ist Andrius Mazuronis (* 1979), Bauingenieur und Politiker, Mitglied des Seimas.